# 315-я стрелковая дивизия
315-я стрелковая Мелитопольская Краснознамённая дивизия — воинское соединение РККА, принимавшее участие в Великой Отечественной войне.
Условное наименование — войсковая часть полевая почта (в/ч пп) № 41678.
Сокращённое наименование — 315 сд.

## История формирования
Дивизия формировалась с 1 марта по 1 июня 1942 года в городе Барнаул, на основании постановления Военного Совета Сибирского военного округа № 0035 от 25 февраля 1942 года.
С 1 марта 1942 года дивизия проводила формирование по штатам № 04/750 — 04/766 от 6 декабря 1941 года, а с 18 апреля 1942 года по штатам № 04/200 — 04/212, 04/747 — 04/768.
1 июня 1942 года дивизия была передислоцирована в город Камышин Сталинградской области, где в составе 8-й резервной армии доформировывалась и занималась боевой подготовкой до 16 августа 1942 года.
С 6 октября 1942 года дивизия перешла на новые штаты № 04/301 — 04/314, с 1 мая 1943 года на штаты № 04/550 — 04/562 от 10 декабря 1942 года.

## Участие в боевых действиях
Период вхождения в действующую армию: 20 августа 1942 года — 2 октября 1942 года, 24 ноября 1942 года — 10 сентября 1944 года.
С 16 августа по 22 августа 1942 года дивизия совершила форсированный марш на Сталинградский фронт и 23 августа вступила в бой в районе Орловка, Городище, где вела упорные бои до 2 октября 1942 года.
2 октября 1942 года дивизия была выведена на доформирование на станцию Лапшинка Сталинградской области, 8 ноября дивизия была погружена в эшелоны и отправлена на станцию Каменный Яр, куда прибыла 24 ноября. После разгрузки, дивизия совершила марш в район Нижне-Чирская.
С 13 декабря 1942 года по 18 февраля 1943 года дивизия вела бои с отступающим противником от реки Дон до реки Миус.
Участвовала в Мелитопольской операции и Крымской наступательной операции. Участвовала в штурме Севастополя.

## Состав дивизии
- 362-й стрелковый полк
- 724-й стрелковый полк
- 1328-й стрелковый полк
- 1012-й артиллерийский полк
- 431-й отдельный истребительно-противотанковый дивизион
- 188-я отдельная разведывательная рота
- 700-й отдельный сапёрный батальон
- 847-й (900-й) отдельный батальон связи (448-я отдельная рота связи)
- 507-й медико-санитарный батальон
- 485-я (488-я) отдельная рота химзащиты
- 551-я отдельная автотранспортная рота[7]
- 394-я полевая хлебопекарня
- 864-й дивизионный ветеринарный лазарет
- 1853-я полевая почтовая станция
- 1172-я полевая касса Госбанка[6]
- Отдельный учебный батальон
- Отдельный пулемётный батальон
- Мастерская по ремонту вещевого имущества

## Подчинение
| Подчинение     | Подчинение              | Подчинение                 | Подчинение             | Подчинение |
| На дату        | Фронт                   | Армия                      | Корпус                 |            |
| -------------- | ----------------------- | -------------------------- | ---------------------- | ---------- |
| 1.04.1942 года | Сибирский военный округ | -                          | -                      |            |
| 1.05.1942 года | Сибирский военный округ | -                          | -                      |            |
| 1.06.1942 года | Резерв Ставки ВГК       | 8-я резервная армия        | -                      |            |
| 1.07.1942 года | Резерв Ставки ВГК       | 8-я резервная армия        | -                      |            |
| 1.08.1942 года | Резерв Ставки ВГК       | 8-я резервная армия        | -                      |            |
| 1.09.1942 года | Сталинградский фронт    | 1-я гвардейская армия      | -                      |            |
| 1.10.1942 года | Донской фронт           | фронтового подчинения      | -                      |            |
| 1.11.1942 года | Резерв Ставки ВГК       | 10-я резервная армия       | -                      |            |
| 1.12.1942 года | Сталинградский фронт    | 57-я армия                 | -                      |            |
| 1.01.1943 года | Юго-Западный фронт      | 5-я ударная армия          | -                      |            |
| 1.02.1943 года | Южный фронт             | 5-я ударная армия          | -                      |            |
| 1.03.1943 года | Южный фронт             | 5-я ударная армия          | -                      |            |
| 1.04.1943 года | Южный фронт             | 5-я ударная армия          | -                      |            |
| 1.05.1943 года | Южный фронт             | 5-я ударная армия          | -                      |            |
| 1.06.1943 года | Южный фронт             | 5-я ударная армия          | -                      |            |
| 1.07.1943 года | Южный фронт             | 5-я ударная армия          | -                      |            |
| 1.08.1943 года | Южный фронт             | 5-я ударная армия          | -                      |            |
| 1.09.1943 года | Южный фронт             | 51-я армия                 | 63-й стрелковый корпус |            |
| 1.10.1943 года | Южный фронт             | 51-я армия                 | 54-й стрелковый корпус |            |
| 1.11.1943 года | 4-й Украинский фронт    | 51-я армия                 | 54-й стрелковый корпус |            |
| 1.12.1943 года | 4-й Украинский фронт    | 51-я армия                 | 54-й стрелковый корпус |            |
| 1.01.1944 года | 4-й Украинский фронт    | 51-я армия                 | 54-й стрелковый корпус |            |
| 1.02.1944 года | 4-й Украинский фронт    | 51-я армия                 | 54-й стрелковый корпус |            |
| 1.03.1944 года | 4-й Украинский фронт    | 2-я гвардейская армия      | 54-й стрелковый корпус |            |
| 1.04.1944 года | 4-й Украинский фронт    | 2-я гвардейская армия      | 54-й стрелковый корпус |            |
| 1.05.1944 года | 4-й Украинский фронт    | 2-я гвардейская армия      | 54-й стрелковый корпус |            |
| 1.06.1944 года | -                       | Отдельная Приморская армия | 55-й стрелковый корпус |            |
| 1.07.1944 года | -                       | Отдельная Приморская армия | 55-й стрелковый корпус |            |
| 1.08.1944 года | -                       | Отдельная Приморская армия | 55-й стрелковый корпус |            |
| 1.09.1944 года | -                       | Отдельная Приморская армия | 55-й стрелковый корпус |            |
| 1.10.1944 года | Резерв Ставки ВГК       | Отдельная Приморская армия | 55-й стрелковый корпус |            |
| 1.11.1944 года | Резерв Ставки ВГК       | Отдельная Приморская армия | -                      |            |
| 1.12.1944 года | Резерв Ставки ВГК       | Отдельная Приморская армия | -                      |            |
| 1.01.1945 года | Резерв Ставки ВГК       | Отдельная Приморская армия | -                      |            |
| 1.02.1945 года | Резерв Ставки ВГК       | Отдельная Приморская армия | -                      |            |
| 1.03.1945 года | Резерв Ставки ВГК       | Отдельная Приморская армия | -                      |            |
| 1.04.1945 года | Резерв Ставки ВГК       | Отдельная Приморская армия | -                      |            |
| 1.05.1945 года | Резерв Ставки ВГК       | Отдельная Приморская армия | -                      |            |

## Командование дивизии

### Командиры
- Князев, Михаил Семёнович (12.03.1942 — 02.02.1943), генерал-майор (отстранён);
- Куропатенко, Дмитрий Семёнович (02.02.1943 — 29.10.1943), полковник,  генерал-майор (в госпиталь по болезни);
- Карапетян, Асканаз Георгиевич (30.10.1943 — июль 1946), полковник,  генерал-майор[9][10]

### Заместители командира дивизии по строевой части
- Рухленко, Фёдор Максимович (01.10.1942 — 10.05.1943), полковник;
- Карапетян, Асканаз Георгиевич (10.05.1943 — 29.10.1943), полковник;
- Вдовкин Александр Фёдорович (23.11.1943 — 09.05.1945), полковник

### Военные комиссары (с 9.10.1942 заместители командира дивизии по политической части)
- Чернов Прокофий Иванович (12.03.1942 — 27.06.1943), старший батальонный комиссар,  подполковник;
- Яркин Семён Семёнович (27.06.1943 — 14.08.1943), гвардии подполковник (ранен);
- Трофимов Алексей Дмитриевич (14.08.1943 — 20.09.1945), подполковник[11]

### Начальники штаба дивизии
- Матвеев Константин Тимофеевич (16.03.1942 — 23.01.1943), полковник (отстранён)
- Цельман Леонид Владимирович (23.01.1943 — 31.07.1943), подполковник (ранен 31.7.1943)
- Гвоздикин Дмитрий Александрович (01.08.1943 — 22.08.1943), подполковник
- Емельянов Александр Емельянович (22.08.1943 — 05.10.1943), подполковник
- Рапопорт Рувим Евсеевич (05.10.1943 — 09.05.1945), полковник

## Награды
| Награда (наименование)                 | Дата награждения                                                           | За что получена |
| -------------------------------------- | -------------------------------------------------------------------------- | --- |
| Почётное наименование «Мелитопольская» | присвоено приказом Верховного главнокомандующего от 23 октября 1943 года   | в ознаменование одержанной победы и отличия в боях за освобождение города Мелитополь |
| Орден Красного Знамени                 | награждена указом Президиума Верховного Совета СССР от 24 апреля 1944 года | за образцовое выполнение боевых заданий командования при прорыве сильно укреплённой обороны противника на Перекопском перешейке и в дефиле на южном побережье Сиваша и проявленные при этом доблесть и мужество |

Награды частей дивизии:
- 700-й отдельный сапёрный ордена Красного Знамени батальон
  - Награждён орденом Красного Знамени указом Президиума Верховного Совета СССР от 28 апреля 1943 года, за образцовое выполнение заданий командования на фронте борьбы с немецкими захватчиками и проявленные при этом доблесть и мужество[14].

## Отличившиеся воины
| Награда | Ф. И. О.                     | Должность                                                                                   | Звание                          | Дата награждения | Примечания |
| ------- | ---------------------------- | ------------------------------------------------------------------------------------------- | ------------------------------- | ---------------- | --- |
|         | Алёшин Николай Сергеевич     | заместитель командира 2-го стрелкового батальона по строевой части 724-го стрелкового полка | Капитан Красной Армии           | 01.11.1943       | 17 февраля 1944 года умер в госпитале № 2347, похоронен в посёлке Аскания-Нова Херсонской области.                                                              |
|         | Карапетян Асканаз Георгиевич | заместитель командира дивизии по строевой части                                             | Полковник Красной Армии         | 01.11.1943       | |
|         | Кокорев Павел Андреевич      | командир орудия батареи 76-мм пушек 1328-го стрелкового полка                               | Сержант                         | 01.11.1943       | |
|         | Кононенко Алексей Андреевич  | командир 3-й стрелковой роты 362-го стрелкового полка                                       | Старший лейтенант Красной Армии | 16.05.1944       | 9 апреля 1944 года с противотанковой гранатой бросился на САУ «Фердинанд», ценой своей жизни уничтожив её. Похоронен в братской могиле у Турецкого вала в Крыму |
|         | Крикун Василий Гаврилович    | парторг 1-го стрелкового батальона 362-го стрелкового полка                                 | Сержант                         | 01.11.1943       | |

## Послевоенная история
После окончания Великой Отечественной войны 315-я стрелковая Мелитопольская Краснознамённая дивизия осталась в составе Отдельной Приморской армии, с 9 июля 1945 года в составе 112-го стрелкового корпуса Таврического военного округа и дислоцировалась в городе Карасубазар.
В 1946 году в результате реорганизации Таврического военного округа дивизия была переформирована в 7-ю отдельную стрелковую бригаду.
В декабре 1951 года 7-ю отдельную стрелковую бригаду снова преобразовали в 315-ю стрелковую дивизию, а в 1955 году сменили номер на 52-я стрелковая дивизия. Также поменяли свои номера 724-й и 1328-й стрелковые полки на 91-й (в/ч № 05849) и 206-й (в/ч № 05809) соответственно, 362-й стрелковый полк (в/ч № 61909) остался с прежним номером. 4 апреля 1956 года дивизия вошла в состав 45-го стрелкового корпуса (с 16 мая 1957 года 45-го армейского корпуса) Одесского военного округа.
17 мая 1957 года 52-я стрелковая дивизия была переформирована в 52-ю мотострелковую Мелитопольскую Краснознамённую дивизию (в/ч № 41678).
В апреле 1969 года 52-я мотострелковая дивизия сменила место своей дислокации на Нижнеудинск, а 91-й мотострелковый полк этой дивизии был оставлен в Крыму и послужил основой новой 157-й мотострелковой дивизии (в/ч 12130).

## Память

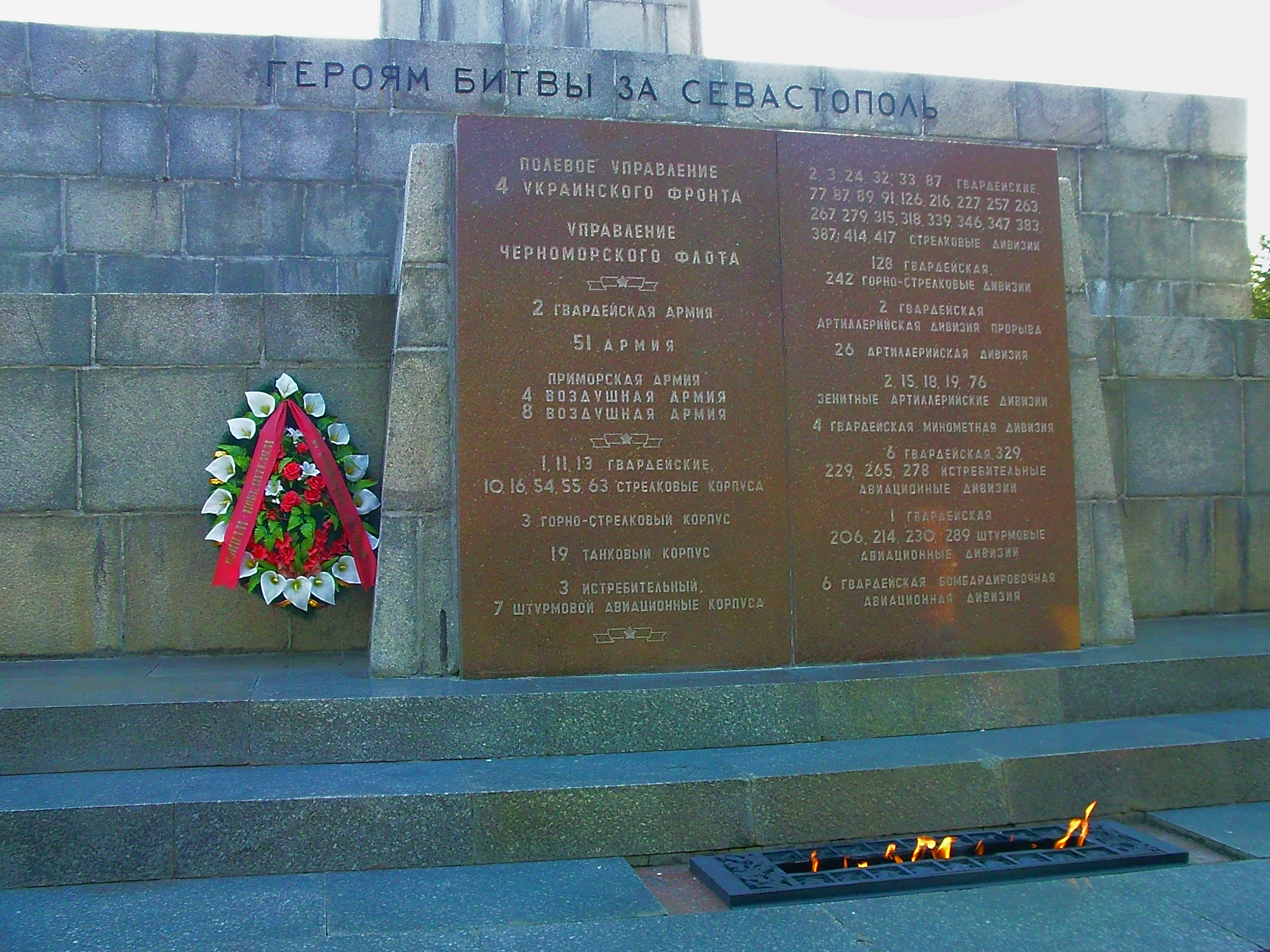
Мемориальная плита у Вечного огня на Сапун-Горе

- Наименование дивизии высечено на мемориальной плите у Вечного огня на Сапун-Горе.

- С 1971 года память о боевом пути дивизии. хранится в музее школы №78 в городе Барнаул. В 1972 и 1982 годах школа становилась организатором Всесоюзных слётов ветеранов дивизии.

- 1982 года была выпущена книга Г.А. Дорофеева и К.М. Михтунца «315-я Сибирская в боях за Сталинград»[20].